# Famille Kőszegi
 (août 2024).
Kőszegi est le patronyme d'une ancienne famille de la noblesse hongroise.

## Origines
La famille est issue de  Henrik Hédervári (fl. 1212), petit-fils de Wolfer et père de Henry I Kőszegi.

## Personnalités
- Henry I Kőszegi (en)  († 1274), Palatin de Hongrie (1260–1267), Juge suprême du Royaume de Hongrie (1254-61), bán de Slavonie (1267-1270).
  - Miklós I Kőszegi († 1299), Palatin de Hongrie (1275, 1276-1277, 1284-1286, 1289, 1291, 1293-1295), bán de Slavonie (1277-1278, 1279-1280), grand-échanson du royaume (Pohárnokmester) et főispán de Zala, Sopron, Pozsony et Somogy.
    - Miklós II Kőszegi, de Rohonc (fl. 1314–1332) Grand écuyer du royaume, ancêtre de la famille Rohonci.
    - János Kőszegi, de Bér, ancêtre de la famille Béri.

  - János (Iván) Kőszegi (en) († 1308), Palatin de Hongrie (1281, 1287–1288, 1302–1307), bán de Slavonie (1275, 1284-85), Maître du trésor et főispán de Sopron et Moson.
    - Gergely Kőszegi (fl. 1287–1297), Maître de la table (Asztalnokmester).
      - Miklós III Kőszegi (fl. 1308–1313), Maître du trésor.
      - András Kőszegi (fl. 1311–1324), főispán Vas, dernier du nom.

  - Péter I Kőszegi (fl. 1275–1289), évêque de Veszprém.
  - Henry II Kőszegi (hu) (fl. 1278–1310), bán de Slavonie (1301-1309), Maître du trésor, főispán de Somogy, Tolna, Baranya et Bodrog.
    - János Kőszegi (fl. 1310–1327), Grand écuyer, ancêtre de la famille Tamási.
    - Péter II Kőszegi (fl. 1310–1351), ispán de Bodrog, ancêtre de la famille Herczeg de Szekcsõ.
    - Miklós (illégitime ; fl. 1308–1336), évêque de Győr.